# Özgü Kaya
Özgü Kaya (Isztambul, 1996. február 5. –) török színésznő.

## Élete és pályafutása
Özgü Kaya 1996. február 5-én született Isztambulban. Tanulmányait az Isztambuli Egyetem Állami Konzervatóriumában végezte. Színészi karrierje először az Adı Efsane című tévésorozattal kezdődött. Özgü, aki a sorozatban Sibel Yılmaz karakterét alakította, később olyan produkciókban vett részt, mint a Mehmetçik Kut'ül Amare és a Kimse Bilmez. 
2022 és 2024 között
A három nővér című sorozatban alakította legismertebb szerepét, Türkan Kalender Kormant. Ez volt az első sorozata, mely Magyarországon is bemutatásra került.

## Filmográfia
| Televízió | Televízió     | Televízió                  | Televízió              | Televízió      | Televízió   | Televízió  |
| Év        | Magyar cím    | Eredeti cím                | Szerep                 | Magyar hang    | Eredeti adó | Magyar adó |
| --------- | ------------- | -------------------------- | ---------------------- | -------------- | ----------- | ---------- |
| 2017      |               | Adı Efsane                 | Sibel Yılmaz           |                | Kanal D     |            |
| 2018-2019 |               | Mehmetçik Kut'ül Amare     | Zeynep                 |                | TRT 1       |            |
| 2019      |               | Kimse Bilmez               | Sevda Eğilmez          |                | atv         |            |
| 2022-2024 | A három nővér | Üç Kız Kardeş              | Türkan Kalender Korman | Staub Viktória | Kanal D     | TV2        |
| 2023      |               | O Ses Türkiye Yılbaşı Özel | Kendisi                |                | TV8         |            |
| 2024      |               | Bambaşka Sohbetler         | Kendisi                |                | NTV         |            |
| 2024      |               | Güzel Aşklar Diyarı        | Deniz Dervişoğlu       |                | Kanal D     |            |
| Internet  |               |                            |                        |                |             |            |
| Év        | Cím           | Szerep                     | Platform               |                |             |            |
| 2021      | Ex Aşkım      | Yosun                      | GAİN                   |                |             |            |